# Liste des vicomtes de Beu
 (septembre 2021).
Si vous disposez d'ouvrages ou d'articles de référence ou si vous connaissez des sites web de qualité traitant du thème abordé ici, merci de compléter l'article en donnant les références utiles à sa vérifiabilité et en les liant à la section « Notes et références ».

échiqueté d'or et d'azur à la bordure engrelée de gueules

Cet article présente une liste des vicomtes de Beu, depuis Robert Ier de Dreux au XIIIe siècle, jusqu'à Robert VI de Dreux à la fin du XIVe siècle.

## Maison capétienne de Dreux
Création de la "tige" (premier seigneur du nom) de la branche cadette des « seigneurs de Beu » (Bû) qui s'éteindra à la fin du XVIe siècle.
1234-1281 : Robert Ier de Dreux (1217 † 1281), fils du comte Robert III et d'Aénor de St-Valery-sur-Somme.
- Marié en premières noces avec Agnès de Condé, fille de Jacques, seigneur de Condé, Bailleul et Moreaumes, et d'Agnès de/du Rœulx (fille d'Eustache III Canivet du Rœulx).
- Marié en secondes noces avec Clémence, vicomtesse de Châteaudun, fille de Geoffroy IV de Châteaudun et Mondoubleau, et de Dame Clémence des Roches, en 1255. Leur fille Alix continue les vicomtes de Châteaudun par son mariage avec le connétable Raoul de Clermont-Nesle.
- Marié en troisièmes noces avec Dame Isabeau de Villebéon de Bagneux, La Fosse et Bagneaux (voir des précisions sur ces fiefs à l'article consacré à leur fils Robert II ci-dessous), La Chapelle-Gauthier-en-Brie, dite "la Chambellane", fille de Adam II de Villebéon, seigneur de Mesnil-Aubry dit "le Chambellan" et Alix de Garlande en 1263.

1281-1306 : Robert II de Dreux (1265 † 1306), fils du précédent et d'Isabelle de Villebéon.
- Marié en premières noces à Yolande de Vendôme (fille de Jean V de Vendôme, comte de Vendôme) - 1286.
- Marié en secondes noces à la comtesse de Chamerlan Marguerite de Beaumont, fille de Pierre de Beaumont, comte de Chamerlan - 1306.

1306-1351 : Robert III de Dreux (Grand maître de France) (1288 † 1351), fils du précédent ; (son frère Jean Ier de Dreux, né v. 1290, est seigneur de Beaussart, Châteauneuf-en-Thymerais et vicomte de Dreux, par son mariage avec la vicomtesse Marguerite de La Roche, dame de Châteauneuf et Beaussart, fille du vicomte de Dreux Étienne Ier Gauvain de La Roche : souche de la branche Dreux-Beaussart/ou Bossart, éteinte en 1590).
- Marié en premières noces avec Béatrix de Courlandon (1325).
- Marié en secondes noces avec Isabeau de Saqueville (1346).
- Marié en troisièmes noces avec Agnès de Thianges, dame de Vallery, fille de Gilles de Thianges.

1351-1366 : Robert IV de Dreux (1317 † 1366), fils du précédent et de Béatrix de Courlandon.
- Marié en premières noces avec Isabeau des Barres (+ ap. 1354), (fille de Jean des Barres).

Robert V de Dreux (1337 † entre 1359 et 1366), fils du précédent, seigneur de Bagneux, vicomte associé, mais mort (sans descendance) avant son père.
1366-1370 : Jean de Dreux (1340 † 1370), second fils de Robert IV et d'Isabeau des Barres.
- Marié en premières noces à Jeanne fille de Jean de Plancy - 1368.

1370-1396 : Robert VI de Dreux (1348 † 1396), fils de Robert III et d'Agnès de Thianges dame de Vallery.
- Marié en premières noces (1370) à Yolande, fille de Renaud seigneur de Fresnes, décédée en 1428.